# Cantonul Aubigny-sur-Nère
Cantonul Aubigny-sur-Nère este un canton din arondismentul Vierzon, departamentul Cher, regiunea Centru, Franța.

## Comune
| Comune                | Populație (1999) | Cod poștal | Cod INSEE |
| --------------------- | ---------------- | ---------- | --------- |
| Aubigny-sur-Nère      | 5 907            | 18700      | 18015     |
| Ménétréol-sur-Sauldre | 271              | 18700      | 18147     |
| Oizon                 | 752              | 18700      | 18170     |
| Sainte-Montaine       | 170              | 18700      | 18227     |